# NGC 5573
NGC 5573 (również PGC 51257) – galaktyka spiralna (S), znajdująca się w gwiazdozbiorze Panny. Odkrył ją Albert Marth 8 maja 1864 roku. Jest to galaktyka z aktywnym jądrem typu LINER.